# スリッツ
スリッツ (The Slits) は、イギリスのパンク・ロック・バンド。主要なメンバーが全員女性という当時としては珍しい編成で、スージー・アンド・ザ・バンシーズやレインコーツ、X-レイ・スペックスらとともに、パンク・ロック・ムーヴメントに女性の進出する大きなきっかけをもたらした。

## 来歴

### 結成まで
スリッツは、1976年にアリ・アップとパルモリヴがロンドンで行なわれたパティ・スミスのライブへ行った際に意気投合したことがきっかけとなって結成された。
ボーカリストのアリ・アップ（1962年 - 2010年）は本名をアリアンナ・フォスターといい、祖父はドイツ人の新聞社社長である。また母のノラは、のちにセックス・ピストルズのリーダージョニー・ロットンと再婚したことでも知られている。当時、ノラはクリス・スペディングと同棲しており、そこに転がりこんだジョー・ストラマーと交際していたパルモリヴと、アリ・アップが知り合ってバンド結成に至った。
ドラマーのパルモリヴ（1955年 - ）はスペイン生まれで、本名はパロマ・ロマーノ。パルモリヴとは台所用洗剤の商品名で、このあだ名を彼女につけたのはポール・シムノンである。1972年にロンドンへ移住してヒッピー生活をしていたころ、のちにザ・クラッシュのリーダーとなるジョー・ストラマーと知り合い、しばらくのあいだ同棲する。やがてパンク・ムーヴメントが勃発、ジョー・ストラマーをはじめとする同世代の若者の活躍に触発され、フラワーズ・オブ・ロマンスのドラマーとして活動をはじめていた。
スリッツの最初期のメンバーにはケイト・コラス（ギター）とスージー・ガスティ（ドラム）がいるが2人はすぐに脱退、パルモリヴと同じくフラワーズ・オブ・ロマンスに在籍していたギタリスト、ヴィヴ・アルバータイン（1955年 - ）さらにベースのテッサ・ポリット（1959年 - ）が加入してラインナップが揃うこととなる。

### デビュー
1977年5月、パルモリヴやヴィヴがザ・クラッシュのジョー・ストラマーやミック・ジョーンズと親しかったためもあり、スリッツはメンバーが固まってからわずか3回のリハーサルを経たばかりでザ・クラッシュの「White Riot Tour」に前座として起用される。同年9月と1978年4月にはBBC Radio 1の「ジョン・ピール・セッションズ」に出演（デビュー・アルバム以前のオリジナル・メンバー4人による貴重な音源が残されており、1988年にCD化されている)。1978年末にはパルモリヴがレインコーツへ参加するためにスリッツを脱退。新しいドラマーとしてバッジー（本名ピーター・クラーク）が加入。このころまでのスリッツは荒々しい典型的パンク・サウンドの演奏をしていたが、次第にレゲエの影響を受け、特にダブの手法を積極的に取り入れるようになった。
1979年9月、イギリスにおけるダブ・ミュージックの巨匠デニス・ボーヴェルをプロデューサーに迎えたデビュー・アルバム『カット』をリリース（同アルバムからは「Typical Girls / I Heard It Through the Grapevine」をシングルカット。B面はマーヴィン・ゲイのヒット曲「悲しいうわさ」のカヴァー）。パンクとダブを融合させた特異なスタイル（ただし、スリッツ以降のポスト・パンク、ニュー・ウェイヴにおいてはオーソドックスとなる）ばかりでなく、アリ、ヴィヴ、テッサの3人が褌一丁で泥まみれになっているジャケット写真は衝撃を与えた。スリッツのメンバーたちだけでなく、たいていの女性パンク・ロッカーは声高にフェミニズムを語ることはしていない（それは語るためのものではなく生き方であるから）。しかしこのジャケットが典型的であるが、スリッツのヴィジュアル・イメージや雑誌などにおける発言、ステージでのパフォーマンスなどのすべてが、それまでのマチズモ的なパンクとは一線を画す姿勢を表している。
『カット』リリース後にバッジーはスリッツを脱退してスージー・アンド・ザ・バンシーズに参加。以後、スリッツは正式なドラマーをメンバーに置かず、そのつどゲストとしての参加を要請するようになる。このとき呼びかけに答えたのは当時ブリストルのポストパンク・バンド、ポップ・グループに在籍していたブルース・スミスである。またこの頃、アイランド・レコードを離れてポップ・グループと同じラフ・トレード傘下のレーベル「Y」へ移籍し、同レーベルからシングル「In The Beginning There Was Rhythm」（ポップ・グループ「Where There's A Will」とのスプリット・シングル）、「Man Next Door」をリリース。後者をプロデュースしているのは「On-Uサウンド」レーベルの主宰者でダブ・エンジニアのエイドリアン・シャーウッドである。シャーウッドとの交流は、アリとヴィヴがスリッツと並行して参加したプロジェクト「ニュー・エイジ・ステッパーズ」で生まれたものであるが、ここでスティーヴ・ベレスフォードやネナ・チェリーといった先鋭的なシャーウッドの人脈と触れることによって、スリッツはレゲエやダブ、ジャズなどの要素を貪欲に取り入れてさらに実験的・前衛的なスタイルを深化させてゆく。そして1981年10月、CBSとメジャー契約を交わしたスリッツはセカンド・アルバム『大地の音』をリリースするが、これを最後にスリッツは解散してしまう。

### 解散と再結成
解散後、アリはニュー・エイジ・ステッパーズへの参加などを経てジャマイカやベリーズを渡り歩きながらソロ・シンガーとしての活動を続け、ニューヨーク在住後の2005年にはスリッツ解散後初となるソロ・アルバム『Dread More Dan Dead』を発表した。ヴィヴはテレビや自主制作映画のプロデューサーに、パルモリヴはレインコーツでの活動を終えたのちインドへ旅に出て、そこで知り合った男性と結婚して主婦となった。テッサだけはスリッツ解散後の消息が長らく知られていなかったが、2003年にはアリのライブに飛び入りで顔を見せた。2006年、アリとテッサは新メンバーを加えてスリッツを再結成し、25年ぶりの新作となるEP『Revenge Of The Killer Slits』を発表した。2009年には28年ぶりとなるサード・アルバム『トラップド・アニマル』を発表する。このアルバムにはJapanese SlitsとしてLittle Anna（The Slitsのメンバーとしてアルバムにクレジットされている。）が参加し、彼女のオリジナル曲“Be It”が収録されている。アリは2010年10月20日に48歳で死去した。

## メンバー
- アリ・アップ (Ari Up) – ボーカル (1976年–1982年、2005年–2010年 2010年死去)
- パルモリヴ (Palmolive) – ドラム (1976年–1978年)
- スージー・ガスティ (Suzy Gutsy) – ベース (1976年)
- ケイト・コラス (Kate Korus) – ギター (1976年)
- テッサ・ポリット (Tessa Pollitt) – ベース (1976年–1982年、2005年–2010年)
- ヴィヴ・アルバータイン (Viv Albertine) – ギター (1976年–1982年)
- バッジー (Budgie) – ドラム (1978年–1980年)
- ブルース・スミス (Bruce Smith) – ドラム (1980年–1982年)
- ネナ・チェリー (Neneh Cherry) – バック・ボーカル (1981年)
- ホリー・クック (Hollie Cook) – バック・ボーカル (2005年–2010年)
- ミシェル・ヒル (Michelle Hill) – ギター (2005年–2010年)
- ナジャ (NO) – ギター、バック・ボーカル (2005年–2010年)
- アンナ・シュルテ (Anna Schulte) – ドラム (2005年–2010年)
- アデーレ・ウィルソン (Adele Wilson) – ギター (2005年–2010年)
- リトル・アンナ(Little Anna)-メロディカ、キーボード、バック・ボーカル、ボーカル(be itにて)（2007年−2009年）

## ディスコグラフィ

### スタジオ・アルバム
- 『カット』 - Cut (1979年)
- 『オフィシャル・ブートレグ』 - Bootleg Retrospective (1980年) ※元々はタイトルがなかった（Untitled）。旧邦題『Y3LP：THE OFFICIAL BOOTLEG』
- 『大地の音』 - Return of the Giant Slits (1981年)
- 『トラップド・アニマル』 - Trapped Animal (2009年)

### ライブ・アルバム
- Double Peel Sessions (1988年)
- 『ザ・ジョン・ピール・セッションズ』 - The Peel Sessions (1998年)
- Live at the Gibus Club (2005年)

### コンピレーション・アルバム
- 『IN THE BEGINNING - A LIVE ANTHOLOGY 1977-81』 - In the Beginning (1997年)

### シングル、EP
- "Typical Girls / I Heard It Through the Grapevine" (1979年）
- 「はじめにリズムありき」 - "In The Beginning There Was Rhythm" (1980年) ※ポップ・グループ「意志あるところ (Where There's A Will)」とのスプリット・シングル
- "Man Next Door" (1980年)
- "Animal Space" (1980年)
- "Earthbeat" (1981年)
- "Revenge Of The Killer Slits" (2006年)